# F-هم‌جبر
در ریاضیات، به‌طور ویژه در نظریه رسته‌ها یک {\displaystyle F}-هم‌جبر یک ساختار تعریف شده بر اساس یک تابعگون {\displaystyle F} است. برای جبرها و هم‌جبرها، یک تابعگون، روشی مناسب و کلی برای سازماندهی یک امضا است. این مسئله، کابردهایی در علوم کامپیوتر دارد: نمونه‌هایی از هم‌جبرها شامل ساختمان داده‌های تنبل و نامتناهی، مانند استریم‌ها و سیستم‌های انتقالی هستند.
{\displaystyle F}-هم‌جبرها دوگان {\displaystyle F}-جبر ها هستند. همانگونه که خانوادهٔ تمام جبرها برای یک امضا و یک نظریهٔ معادله‌ای تشکیل واریته می‌دهند، خانواده همه {\displaystyle F}-هم‌جبرهایی که یک تئوری معادله‌ای داده شده را ارضاء می‌کنند، تشکیل هم-واریته می‌دهند، که امضاء مورد نظر توسط {\displaystyle F} داده شده‌است.

## تعریف
یک {\displaystyle F}-هم‌جبر برای یک درون‌تابعگون روی رسته:
{\displaystyle F:{\mathcal {C}}\longrightarrow {\mathcal {C}}}
یک شئ {\displaystyle A} از {\displaystyle {\mathcal {C}}} به همراه یک پیکانِ:
{\displaystyle \alpha :A\longrightarrow FA}
است که معمولاً با {\displaystyle (A,\alpha )} نشان می‌دهند.
یک همریختی از {\displaystyle F}-هم‌جبر {\displaystyle (A,\alpha )} به {\displaystyle F}-هم‌جبری دیگر چون {\displaystyle (B,\beta )} یک ریخت
{\displaystyle f:A\longrightarrow B}
در {\displaystyle {\mathcal {C}}} است به طوری که
{\displaystyle Ff\circ \alpha =\beta \circ f}
در نتیجه {\displaystyle F}-هم‌جبرهای داده شده بازای یک تابعگون F، تشکیل یک رسته می‌دهند.

## مثال
تابعگون {\displaystyle F:\mathbf {Set} \longrightarrow \mathbf {Set} } را در نظر بگیرید که {\displaystyle X} را به {\displaystyle (X\times A)\cup \{1\}}, {\displaystyle F}-هم‌جبرهای {\displaystyle \alpha :X\longrightarrow (X\times A)\cup \{1\}=FX} استریم‌های متناهی یا نامتناهی به روی الفبای {\displaystyle A}, که در آن {\displaystyle X} مجموعه وضعیت هاست و {\displaystyle \alpha } تابع انتقال وضعیت است. اِعمال تابع انتقال وضعیت به روی یک وضعیت دو نتیجه ممکن دارد: یا یک عنصر از {\displaystyle A} همراه با وضعیت بعدی از استریم است یا عنصر مجموعه تک-عضوی {\displaystyle \{1\}} به عنوان یک «وضعیت نهایی» مجزا است که نشان دهنده آن است که مقادیر دیگری در استریم موجود نیست.

## برنامه‌های کاربردی
در علوم کامپیوتر، هم‌جبرها به عنوان مفهومی مناسب و روشی کلی برای مشخص کردن رفتار سیستم‌ها و ساختمان داده‌هایی که به‌طور بالقوه بینهایت هستند، ظهور کرده‌اند: برای نمونه، کلاس‌ها در برنامه‌نویسی شی گرا، استریمها و سیستم‌های انقالی. در حالی که شاخص-بندی‌های جبری، عموماً با استفاده از نوع داده‌های استقرایی تولید شده توسط سازنده‌ها، با رفتار تابعی سر و کار دارند، شاخص بندی‌های هم‌جبری، به رفتار مُدل شده توسط داده‌های پردازشیِ هم-استقرائی که توسط انتخابگرها قابل روئیت اند، و بیشتر در غالب نظریه ماشینها، می‌پردازد. در اینجا نقشی مهم توسط هم‌جبرهای نهایی ایفا می‌شود که مجموعه‌های کاملی از رفتارهای احتمالاَ بینهایت هستند، مانند استریم‌ها. منطق طبیعی برای بیان ویژگی‌های چنین سیستم‌هایی، منطق‌های وجهی هم‌جبری‌اند.